# HIL Heeresinstandsetzungslogistik
Die HIL Heeresinstandsetzungslogistik GmbH ist eine 100-prozentige Tochtergesellschaft des Bundes mit Sitz in Bonn und untersteht dem Bundesministerium der Verteidigung. Sie wurde 2005 gegründet und spielt eine zentrale Rolle im logistischen System der Bundeswehr. Sie ist für die industrielle Instandhaltung von landgebundenem militärischem Großgerät verantwortlich. Dies betrifft hauptsächlich die Vor-Ort-Reparaturen (Instandhaltungsstufen 2/3) und umfassende Generalüberholungen (Stufe 4).

## Aufgabe
Die vertragliche Aufgabe der HIL besteht darin, die Verfügbarkeit ausgewählter Waffensysteme und Geräte des Heeres sowie der Streitkräftebasis sicherzustellen. Die HIL muss dazu eine tägliche Verfügbarkeit von mindestens 70 Prozent bei uneingeschränkter Einsatzfähigkeit und Vorschriftsmäßigkeit garantieren. Dies betrifft eine Vielzahl von Fahrzeugen und Geräten. Neben der Instandhaltung übernimmt die HIL unter anderem die Materialbewirtschaftung, die Bereitstellung von Ersatzteilen und Verbrauchsmaterialien, die Transportlogistik zur rechtzeitigen Lieferung von Materialien und Fahrzeugen sowie das Datenmanagement, das die Nutzung moderner IT-Systeme umfasst.

## Unternehmensgeschichte

### Gründung und Verstaatlichung
Die HIL war zunächst eine Kooperationsgesellschaft zwischen dem Bund mit 49 Prozent und der HIL GmbH Industrieholding GmbH mit 51 Prozent Gesellschaftsanteilen. An der Holding waren die Unternehmen Diehl Land Systems, Rheinmetall Landsysteme und Krauss-Maffei Wegmann mit gleichen Anteilen beteiligt. Im Februar 2005 schloss das Unternehmen mit dem Bundesamt für Wehrtechnik und Beschaffung für die Dauer von acht Jahren einen Leistungsvertrag und wurde mit der Instandsetzung von ausgewähltem Gerät des Heeres und der Streitkräftebasis beauftragt. Der Vertrag hatte ein Volumen von maximal 1,77 Mrd. Euro. Die HIL übernahm zur Erfüllung ihrer Aufgaben unentgeltlich vom Bund ziviles Instandsetzungspersonal aus der Instandsetzungstruppe (ca. 1900 gewerbliche Kräfte), ebenso wie drei Instandsetzungswerke der Bundeswehr in Darmstadt, Doberlug-Kirchhain und St. Wendel. Die Liegenschaften dürfen ausschließlich zur Leistungserbringung für den Bund eingesetzt werden. Das Unternehmen greift auch auf mobile Instandsetzungskräfte des Heeres und der Streitkräftebasis sowie auf Kapazitäten der Industrie zurück, an die die HIL als öffentlicher Auftraggeber Unteraufträge vergibt.
Am 1. Januar 2013 übernahm der Bund sämtliche Anteile an der Gesellschaft, so dass diese seitdem als Eigengesellschaft des Bundes weitergeführt wird. Grund hierfür sind neue EU-Vergaberichtlinien und die Einleitung eines Entflechtungsverfahrens durch das Bundeskartellamt. Auf die knapp 2000 Arbeitsplätze bei der HIL GmbH hat die Verstaatlichung nach Angaben des Verteidigungsministeriums keine Auswirkungen. Am 30. Januar 2013 schloss das Bundesamt für Ausrüstung, Informationstechnik und Nutzung der Bundeswehr (BAAINBw) mit der HIL GmbH einen Anschlussleistungsvertrag ab.

### Reprivatisierungspläne und Berateraffäre
Vom Jahr 2016 an wurden unter der Leitung der Staatssekretärin Katrin Suder Privatisierungspläne für die HIL-GmbH-Hauptwerke entwickelt. Verteidigungsministerin Annegret Kramp-Karrenbauer (CDU) stoppte 2019 die Privatisierung und initiierte stattdessen ein Investitions- und Modernisierungsprogramm. Bis 2032 sollen rund 160 Millionen Euro in die Werke investiert werden. Die Reprivatisierungsbestrebungen standen im Zusammenhang mit der sogenannten Berateraffäre, die im 1. Untersuchungsausschuss des Verteidigungsausschusses der 19. Wahlperiode des Deutschen Bundestages thematisiert wurde. In diesem Kontext wurden mehrere Vertreter der HIL gebeten, vor dem Ausschuss auszusagen. Dabei wurden Probleme der Personalführung deutlich, darunter auch Berichte über Spannungen innerhalb des Unternehmens. Ralf Brauksiepe (CDU), Parlamentarischer Staatssekretär im Bundesministerium der Verteidigung, beschrieb in seiner Aussage das Verhältnis zwischen der Belegschaft und der Geschäftsführung als belastet. Er benannte einen Vorfall in Bezug auf Reisekosten als kritischen Wendepunkt. Die Geschehnisse seien als außergewöhnlich zu bewerten.

### Ausbaupläne nach dem russischen Überfall auf die Ukraine
Im Zuge der Zeitenwende hin zu einer höheren Bedeutung der Verteidigung in der deutschen Politik nach dem Russischen Überfall auf die Ukraine im Jahr 2022 erhielt auch die HIL mit mehr Personal und Geld. Das Projekt „Zukunft HIL GmbH“ wurde im November 2023 vom Haushaltsausschuss des Deutschen Bundestages beschlossen und am 20. Dezember 2023 vertraglich mit dem BAAINBw festgehalten. Das Paket mit einer Laufzeit von zehn Jahren umfasst unter anderem 13,4 Mrd. Euro und die Aufstockung des Personals von 2.600 auf rund 3.500 Beschäftigte. Zu den vereinbarten Kernleistungen gehört die Instandhaltung für nahezu alle militärischen Landsysteme der Bundeswehr.
Zum 1. Dezember 2024 übernahm die HIL die Ausbildungswerkstätten der Bundeswehr in Doberlug-Kirchhain und Sankt Wendel. Dies soll die Ausbildung im Unternehmen aber auch für Mitarbeiter der bundeswehr ausbauen und besser an die Anforderungen der Bundeswehr anpassen. Die Bundeswehr plant zudem, bundesweit zusätzliche Ausbildungsplätze in vergleichbarem Umfang aufzubauen.

## Betreute Fahrzeuge und Geräte (Auswahl)
- Kampfpanzer Leopard 2
- Transportpanzer GTK Boxer
- Schützenpanzer Puma[17]
- Transportfahrzeug Dingo
- Transportpanzer Fuchs[18]
- Panzerhaubitze 2000[19]
- Geschütztes Radfahrzeug Eagle[20]
- Raketenwerfer Mars II
- Spähpanzer Fennek[19]
- Schützenpanzer Marder
- Bergepanzer Büffel[21]
- Minenräumpanzer Keiler
- Brückenleger Biber[22]
- Transportfahrzeug Yak[20]
- Transportfahrzeug BV206 Hägglunds[23]
- Transportfahrzeug Mungo[24]
- Panzermörser M113[25]
- Pionierpanzer Dachs[26]
- Transportfahrzeug Mungo[27]
- Waffenträger Wiesel[28]